# Alexandre Georges
Alexandre Georges, född den 25 februari 1850 i Arras, död den 18 januari 1938 i Paris, var en  fransk tonsättare.
Georges fick sin utbildning vid Niedermeyers kyrkomusikskola i Paris, blev lärare i harmoni vid densamma och organist vid kyrkan Saint-Vincent de Paul. Han tonsatte dikter av Richepin (Chansons de Miarka) med flera, skrev scenmusik till dramer och komponerade den komiska operan Le printemps (1890) samt operorna Poèmes d'amour (1892), Chemin de croix (religiös; 1896), Charlotte Corday (1901) och Miarka (1906) liksom oratoriet Notredame de Lourdes (1900).